# Swainsona burkittii
Swainsona burkittii är en ärtväxtart som beskrevs av George Bentham. Swainsona burkittii ingår i släktet Swainsona och familjen ärtväxter. Inga underarter finns listade i Catalogue of Life.